# Piper jubimarginatum
Piper jubimarginatum är en pepparväxtart som beskrevs av Truman George Yuncker. Piper jubimarginatum ingår i släktet Piper och familjen pepparväxter. Inga underarter finns listade i Catalogue of Life.